# Australian Open 1977 (Januar)
| ◄ Australian Open 1977 (Januar) ►                                                                         | ◄ Australian Open 1977 (Januar) ► |
| --- | --------------------------------- |
| Datum: | 3.–9. Januar 1977                 |
| Auflage:                                                                                                  | 65. Australian Open               |
| Ort: | Melbourne                         |
| Belag: | Rasen                             |
| Titelverteidiger                                                                                          |                                   |
| Herreneinzel:                                                                                             | Mark Edmondson                    |
| Dameneinzel:                                                                                              | Evonne Cawley                     |
| Herrendoppel:                                                                                             | John Newcombe Tony Roche          |
| Damendoppel:                                                                                              | Evonne Cawley Helen Gourlay       |
| Sieger |                                   |
| Herreneinzel:                                                                                             | Roscoe Tanner                     |
| Dameneinzel:                                                                                              | Kerry Reid                        |
| Herrendoppel:                                                                                             | Arthur Ashe Tony Roche            |
| Damendoppel:                                                                                              | Dianne Fromholtz Helen Gourlay    |
| Grand Slams 1977                                                                                          |                                   |
| - Australian Open (Januar) - Australian Open (Dezember) - French Open - Wimbledon Championships - US Open |                                   |

Die 65 Australian Open 1977 (Januar) waren ein Tennis-Rasenplatzturnier der Klasse Grand Slam, das von der ITF veranstaltet wurde. Es fand vom 3. bis zum 9. Januar 1977 in Melbourne, Australien statt.
Titelverteidiger im Einzel waren Mark Edmondson bei den Herren sowie Evonne Cawley bei den Damen. Im Herrendoppel waren John Newcombe und Tony Roche, im Damendoppel Evonne Cawley und Helen Gourlay die Titelverteidiger.

## Herreneinzel

### Setzliste
| Nr. | Spieler         | Erreichte Runde |
| --- | --------------- | --------------- |
| 01. | Guillermo Vilas | Finale          |
| 02. | Roscoe Tanner   | Sieg            |
| 03. | Arthur Ashe     | Viertelfinale   |
| 04. | Ken Rosewall    | Halbfinale      |
| 05. | Mark Edmondson  | Viertelfinale   |
| 06. | Ray Ruffels     | 2. Runde        |
| 07. | Dick Stockton   | Achtelfinale    |
| 08. | Dick Crealy     | Achtelfinale    |

| Nr. | Spieler          | Erreichte Runde |
| --- | ---------------- | --------------- |
| 09. | Phil Dent        | Viertelfinale   |
| 10. | Ross Case        | Viertelfinale   |
| 11. | Tom Gorman       | 2. Runde        |
| 12. | John Alexander   | Halbfinale      |
| 13. | Marty Riessen    | Achtelfinale    |
| 14. | Geoff Masters    | 1. Runde        |
| 15. | Tony Roche       | Achtelfinale    |
| 16. | Charlie Pasarell | Achtelfinale    |

## Dameneinzel

### Setzliste
| Nr. | Spielerin        | Erreichte Runde |
| --- | ---------------- | --------------- |
| 01. | Dianne Fromholtz | Finale          |
| 02. | Kerry Reid       | Sieg            |
| 03. | Helen Gourlay    | Halbfinale      |
| 04. | Betsy Nagelsen   | 1. Runde        |

## Herrendoppel

### Setzliste
| Nr. | Paarung                          | Erreichte Runde |
| --- | -------------------------------- | --------------- |
| 01. | Bob Hewitt Sherwood Stewart      | Halbfinale      |
| 02. | Marty Riessen Roscoe Tanner      | Viertelfinale   |
| 03. | Ross Case Geoff Masters          | Viertelfinale   |
| 04. | Charlie Pasarell Erik van Dillen | Finale          |

| Nr. | Paarung                     | Erreichte Runde |
| --- | --------------------------- | --------------- |
| 05. | Ray Ruffels Allan Stone     | 1. Runde        |
| 06. | Arthur Ashe Tony Roche      | Sieg            |
| 07. | Bob Carmichael Ken Rosewall | 1. Runde        |
| 08. | Paul Kronk Cliff Letcher    | 1. Runde        |

## Damendoppel

### Setzliste
| Nr. | Paarung                             | Erreichte Runde |
| --- | ----------------------------------- | --------------- |
| 01. | Dianne Fromholtz Helen Gourlay      | Sieg            |
| 02. | Betsy Nagelsen Kerry Reid           | Finale          |
| 03. | Katja Ebbinghaus Heidi Eisterlehner | 1. Runde        |
| 04. | Lesley Bowrey Jan O’Neill           | Halbfinale      |

## Mixed
Zwischen 1970 und 1986 wurden keine Mixed-Wettbewerbe bei den Australian Open ausgetragen.